# Wilhelm Eduard Weber
Wilhelm Eduard Weber (Wittenberg, 24. listopada 1804. – Göttingen, 23. lipnja 1891.) je istaknuti njemački fizičar. 
Rođen je u Wittenbergu, gdje je njegov otac Michael Weber, radio kao profesor teologije. Wilhelm je bio jedan od tri brata, od kojih su sva trojica išla na studijs znanosti. Nakon zatvaranja wittenberškog sveučilišta, njegov otac premješten je u Halle 1815. Wilhelm je prve lekcije dobio od oca, no onda je išao u školu u Halleu. nakon što je upao u sveučilište posvetio se nacionalnoj filozofiji. Toliko se posvetio svojem učenju da je nakon diplome odmah postao profesor. 
Na Gaussov prijedlog, Weber 1831. odlazi u Göttingen da bi bio profesor fizike, unatoč činjenici da je imao samo 27 godine. Njegove lekcije bile su interesantne, sugestivne i instruktivne. Weber je mislio, da bi se bolje razumjela fizika i da bi se mogla uvesti u svakodnevni život, da samo lekcije, unatoč što su ilustrirane eksperimentima, nisu dovoljne, pa je on svojim učenicima omogućio da sami, besplatno eksperimentiraju i to u školskom laboratoriju. Kao student od 25 godina Wilhelm, je zajedno sa svojim bratom Ernostom, profesorom anatomije, izdao knjigu Teorija valova i tekućina, knjigu koja im je osigurala puno veću reputaciju. „mehanizam hodanja među ljudskom vrstom“ bio je drugi studij, koji je radio zajedno s bratom Eduardom. Te važne studije izdane su između 1825. i 1838. Gauss i Weber su 1833. konstruirali prvi elektromagnetski telegraf. Weber je umro u Göttingenu 23. lipnja 1891.
SI jedinica za magnetski tok, veber (Wb) nazvana je u njegovu čast. 

## Vanjske poveznice
- Kratka biografija i bibliografija u Virtualnom muzeju Maxa Plancka